# Cúp bóng đá Đức 2024–25
Cúp bóng đá Đức 2024–25 (DFB-Pokal 2024–25) là mùa giải thứ 82 của giải đấu cúp bóng đá Đức thường niên. Có 64 đội tham gia giải đấu, bao gồm tất cả các đội từ Bundesliga năm trước và 2. Bundesliga. Giải đấu bắt đầu vào ngày 16 tháng 8 năm 2024 với vòng đầu tiên trong số sáu vòng và sẽ kết thúc vào ngày 24 tháng 5 năm 2025 với trận chung kết tại Olympiastadion ở Berlin, một địa điểm trung lập về danh nghĩa, nơi đã tổ chức các trận chung kết kể từ năm 1985. DFB-Pokal được coi là danh hiệu câu lạc bộ quan trọng thứ hai trong bóng đá Đức sau chức vô địch Bundesliga. DFB-Pokal do Hiệp hội bóng đá Đức (DFB) điều hành.
Bayer Leverkusen là đương kim vô địch.
Đội vô địch DFB-Pokal sẽ giành được quyền tự động tham dự vòng đấu hạng UEFA Europa League 2025–26. Nếu họ đã đủ điều kiện tham dự UEFA Champions League thông qua vị trí tại Bundesliga, thì suất tham dự sẽ thuộc về đội đứng thứ sáu, và suất tham dự vòng play-off UEFA Conference League của giải đấu sẽ thuộc về đội đứng thứ bảy. Đội vô địch cũng sẽ thi đấu DFL-Supercup 2025 vào đầu mùa giải tiếp theo và sẽ đối đầu với nhà vô địch Bundesliga 2024–25.

## Các câu lạc bộ tham dự
Các đội sau đây đủ điều kiện tham gia giải đấu:
| Bundesliga 18 câu lạc bộ của mùa giải 2023–24 | 2. Bundesliga 18 câu lạc bộ của mùa giải 2023–24 | 3. Liga 4 câu lạc bộ đứng đầu của mùa giải 2023–24 |
| - FC Augsburg - Union Berlin - VfL Bochum - Werder Bremen - Darmstadt 98 - Borussia Dortmund - Eintracht Frankfurt - SC Freiburg - 1. FC Heidenheim - TSG Hoffenheim - 1. FC Köln - RB Leipzig - Bayer Leverkusen - Mainz 05 - Borussia Mönchengladbach - Bayern Munich - VfB Stuttgart - VfL Wolfsburg | - Eintracht Braunschweig - Hertha BSC - Fortuna Düsseldorf - SV Elversberg - Greuther Fürth - Hamburger SV - Hannover 96 - 1. FC Kaiserslautern - Karlsruher SC - Holstein Kiel - 1. FC Magdeburg - 1. FC Nürnberg - VfL Osnabrück - SC Paderborn - Hansa Rostock - Schalke 04 - FC St. Pauli - Wehen Wiesbaden | - SSV Ulm - Preußen Münster - Jahn Regensburg - Dynamo Dresden |
| Đại diện của các hiệp hội khu vực 24 đại diện của 21 hiệp hội khu vực của DFB, đủ điều kiện (nói chung) thông qua Verbandspokal 2023–24 | | |
| Baden - SV Sandhausen Bavaria - FC Ingolstadt (CW) - Würzburger Kickers (RB) Berlin - Viktoria Berlin Brandenburg - Energie Cottbus Bremen - Bremer SV Hamburg - Teutonia Ottensen Hesse - Kickers Offenbach                                                                                            | Hạ Rhine - Rot-Weiss Essen Hạ Saxony - SV Meppen (3L/RL) - VfV Hildesheim (Am.) Mecklenburg-Vorpommern - Greifswalder FC Trung Rhine - Alemannia Aachen Rhineland - TuS Koblenz Saarland - 1. FC Saarbrücken Saxony - Erzgebirge Aue                                                                            | Saxony-Anhalt - Hallescher FC Schleswig-Holstein - Phönix Lübeck Nam Baden - FC 08 Villingen Tây Nam - Schott Mainz Thuringia - Carl Zeiss Jena Westphalia - Arminia Bielefeld (CW) - Sportfreunde Lotte (OW) Württemberg - VfR Aalen |

## Thể thức

### Sự tham gia
DFB-Pokal bắt đầu với vòng đấu gồm 64 đội. 36 đội của Bundesliga và 2. Bundesliga, cùng với bốn đội đứng đầu của 3. Liga tự động đủ điều kiện tham dự giải đấu. Trong số các suất còn lại, 21 suất được trao cho những đội vô địch cúp của các hiệp hội bóng đá khu vực, Verbandspokal. Ba suất còn lại được trao cho ba hiệp hội khu vực có nhiều đội nam nhất, đó là Bavaria, Lower Saxony và Westphalia. Đội nghiệp dư có thứ hạng cao nhất của Regionalliga Bayern đã được trao suất cho Bavaria. Đối với Lower Saxony, Cúp Lower Saxony được chia thành hai nhánh: một nhánh dành cho các đội 3. Liga và Regionalliga Nord, và nhánh còn lại dành cho các đội nghiệp dư. Những đội chiến thắng của mỗi nhánh đủ điều kiện. Đối với Westphalia, suất này luân phiên mỗi mùa giải giữa đội Westphalian có thứ hạng cao nhất của Regionalliga West và đội nghiệp dư có thứ hạng cao nhất của Oberliga Westfalen. Đối với DFB-Pokal 2024–25, suất này được trao cho một đội từ Oberliga. Vì mọi đội đều có quyền tham gia các giải đấu địa phương đủ điều kiện tham gia cúp liên đoàn, về nguyên tắc, mọi đội đều có thể tham gia DFB-Pokal. Các đội dự bị và các đội bóng đá kết hợp không được phép tham gia, cùng với không có hai đội nào của cùng một hiệp hội hoặc công ty.

### Bốc thăm
Việc bốc thăm cho các vòng khác nhau được tiến hành như sau:
Đối với vòng đầu tiên, các đội tham gia được chia thành hai nhóm, mỗi nhóm 32 đội. Nhóm đầu tiên bao gồm tất cả các đội đủ điều kiện thông qua các cuộc thi cúp khu vực của họ, bốn đội đứng đầu của 3. Liga và bốn đội cuối bảng của 2. Bundesliga. Mỗi đội từ nhóm này được rút thăm vào một đội từ nhóm thứ hai, bao gồm tất cả các đội chuyên nghiệp còn lại (tất cả các đội của Bundesliga và mười bốn đội 2. Bundesliga còn lại). Các đội từ nhóm đầu tiên được đặt làm đội chủ nhà trong quá trình này.
Kịch bản hai nhóm cũng sẽ được áp dụng cho vòng hai, với các đội 3. Liga và/hoặc nghiệp dư còn lại ở nhóm đầu tiên và các đội Bundesliga và 2. Bundesliga còn lại ở nhóm khác. Một lần nữa, các đội 3. Liga và/hoặc nghiệp dư sẽ đóng vai trò là chủ nhà. Tuy nhiên, lần này các nhóm sẽ không nhất thiết phải có cùng quy mô, tùy thuộc vào kết quả của vòng đầu tiên. Về mặt lý thuyết, thậm chí có thể chỉ có một nhóm, nếu tất cả các đội từ một trong các nhóm ở vòng đầu tiên đánh bại tất cả các đội khác ở nhóm thứ hai. Khi một nhóm hết, các cặp đấu còn lại sẽ được rút ra từ nhóm khác với đội được rút ra đầu tiên cho một trận đấu với tư cách là chủ nhà.
Đối với các vòng còn lại, việc bốc thăm sẽ được tiến hành từ một nhóm duy nhất. Bất kỳ đội nào còn lại của 3. Liga và/hoặc nghiệp dư sẽ là đội chủ nhà nếu được bốc thăm đấu với một đội chuyên nghiệp. Trong mọi trường hợp khác, đội được bốc thăm đầu tiên sẽ là đội chủ nhà.

### Quy tắc trận đấu
Các đội gặp nhau trong một trận đấu mỗi vòng. Các trận đấu diễn ra trong 90 phút, với hai hiệp, mỗi hiệp 45 phút. Nếu vẫn hòa sau thời gian thi đấu chính thức, sẽ có 30 phút hiệp phụ, bao gồm hai hiệp, mỗi hiệp 15 phút. Nếu tỷ số vẫn hòa sau thời gian này, trận đấu sẽ được quyết định bằng loạt sút luân lưu. Việc tung đồng xu sẽ quyết định đội nào thực hiện quả luân lưu đầu tiên. Tối đa chín cầu thủ có thể được liệt kê trên băng ghế dự bị, trong khi được phép thay người tối đa năm lần. Tuy nhiên, mỗi đội chỉ được trao ba cơ hội để thực hiện thay người, với cơ hội thứ tư trong thời gian bù giờ, không bao gồm các lần thay người được thực hiện trong giờ nghỉ giải lao, trước khi bắt đầu hiệp phụ và vào giờ nghỉ giải lao trong hiệp phụ. Từ vòng 16 trở đi, một trợ lý trọng tài video sẽ được chỉ định cho tất cả các trận đấu DFB-Pokal. Mặc dù về mặt kỹ thuật là có thể, nhưng VAR không được sử dụng cho các trận đấu trên sân nhà của các câu lạc bộ Bundesliga trước vòng 16 để cung cấp một cách tiếp cận thống nhất cho tất cả các trận đấu.

### Đình chỉ
Nếu một cầu thủ nhận năm thẻ vàng trong giải đấu, anh ta sẽ bị đình chỉ khỏi trận đấu cúp tiếp theo. Tương tự như vậy, nhận thẻ vàng thứ hai sẽ đình chỉ cầu thủ khỏi trận đấu cúp tiếp theo. Nếu một cầu thủ nhận thẻ đỏ trực tiếp, họ sẽ bị đình chỉ tối thiểu một trận đấu, nhưng Hiệp hội bóng đá Đức có quyền tăng thời gian đình chỉ.

### Thi đấu quốc tế
Đội chiến thắng của DFB-Pokal sẽ tự động giành được suất tham dự vòng đấu loại của UEFA Europa League mùa giải tới. Nếu họ đã đủ điều kiện tham dự UEFA Champions League thông qua vị trí tại Bundesliga, thì suất này sẽ thuộc về đội đứng thứ sáu, và suất tham dự vòng play-off UEFA Conference League của giải đấu sẽ thuộc về đội đứng thứ bảy. Đội chiến thắng cũng sẽ tổ chức DFL-Supercup vào đầu mùa giải tiếp theo và sẽ đối đầu với đội vô địch Bundesliga năm trước, trừ khi cùng một đội vô địch Bundesliga và DFB-Pokal, hoàn thành cú đúp. Trong trường hợp đó, đội á quân Bundesliga sẽ giành suất và làm chủ nhà thay thế.

## Lịch thi đấu

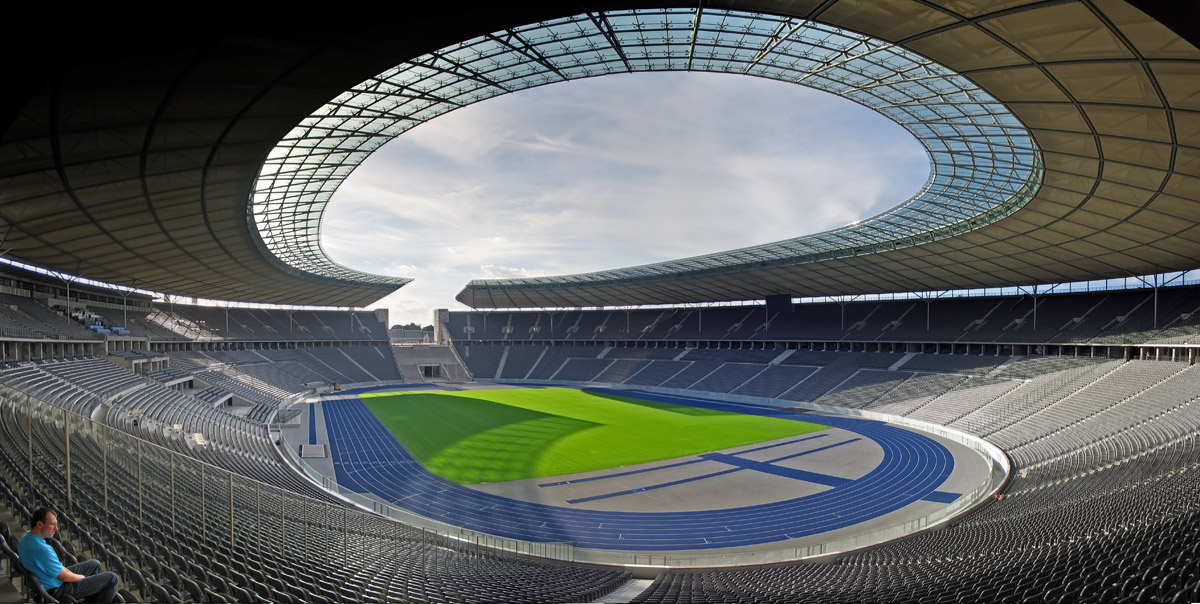
Olympiastadion ở Berlin sẽ tổ chức trận chung kết.

Tất cả các lần rút thăm thường được tổ chức vào tối Chủ Nhật sau mỗi vòng (trừ khi có thông báo khác).
Các vòng đấu của giải đấu 2024–25 được lên lịch như sau:
| Vòng          | Ngày bốc thăm | Các trận đấu                         |
| ------------- | ------------- | ------------------------------------ |
| Vòng thứ nhất | 1/6/2024      | 16–19/8 & 27–28/8/2024               |
| Vòng thứ hai  | 1/9/2024      | 29–30/10/2024                        |
| Vòng 16 đội   | 3/11/2024     | 3–4/12/2024                          |
| Tứ kết        | 8/12/2024     | 4–5/2 & 25–26/2/2025                 |
| Bán kết       | 2/3/2025      | 1–2/4/2025                           |
| Chung kết     | 2/3/2025      | 24/5/2025 tại Olympiastadion, Berlin |

Thời gian đến ngày 27/10/2024 và từ ngày 30/3/2025 là CEST (UTC+2). Thời gian từ ngày 28/10/2024 đến ngày 29/3/2025 là CET (UTC+1).

## Vòng thứ nhất
Lễ bốc thăm diễn ra vào ngày 23 tháng 6 năm 2024, với Nils Petersen là người bốc thăm các trận đấu. Các trận đấu diễn ra từ ngày 16 đến ngày 19 tháng 8 và vào ngày 27 đến ngày 28 tháng 8 năm 2024.
| Würzburger Kickers                     | 2–2 (s.h.p.) | TSG Hoffenheim                                  |
| -------------------------------------- | ------------ | ----------------------------------------------- |
| - Küc 11' - Hannemann 100'             | Chi tiết     | - Farahnak 19' (l.n.) - Bülter 107'             |
| Loạt sút luân lưu                      |              |                                                 |
| - Hannemann - Wessig - Meisel - Zaiser | 3–5          | - Kramarić - Berisha - Bülter - Stach - Justvan |

| Wehen Wiesbaden | 1–3 (s.h.p.) | Mainz 05                                  |
| --------------- | ------------ | ----------------------------------------- |
| - Gözüsirin 15' | Chi tiết     | - Kohr 59' - Burkardt 113' - Amiri 120+1' |

| Hallescher FC               | 2–3 (s.h.p.) | FC St. Pauli                                   |
| --------------------------- | ------------ | ---------------------------------------------- |
| - Akono 11' - Hauptmann 62' | Chi tiết     | - Eggestein 48' - Dźwigała 90+4' - Ritzka 110' |

| SSV Ulm | 0–4      | Bayern Munich                              |
| ------- | -------- | ------------------------------------------ |
|         | Chi tiết | - Müller 12', 14' - Coman 79' - Kane 90+3' |

| Schott Mainz | 0–2      | Greuther Fürth             |
| ------------ | -------- | -------------------------- |
|              | Chi tiết | - Srbeny 8' - Mustapha 82' |

| Erzgebirge Aue | 1–3      | Borussia Mönchengladbach            |
| -------------- | -------- | ----------------------------------- |
| - Clausen 8'   | Chi tiết | - Honorat 35' - Netz 52' - Pléa 70' |

| Greifswalder FC | 0–1      | Union Berlin    |
| --------------- | -------- | --------------- |
|                 | Chi tiết | - Vertessen 67' |

| FC 08 Villingen | 0–4      | 1. FC Heidenheim                     |
| --------------- | -------- | ------------------------------------ |
|                 | Chi tiết | - Breunig 43', 48', 54' - Wanner 52' |

| Rot-Weiss Essen | 1–4      | RB Leipzig                                       |
| --------------- | -------- | ------------------------------------------------ |
| - Safi 2'       | Chi tiết | - Šeško 12' - Openda 40' - Nusa 84' - Simons 88' |

| FC Ingolstadt | 1–2      | 1. FC Kaiserslautern |
| ------------- | -------- | -------------------- |
| - Malone 88'  | Chi tiết | - Mause 3', 36'      |

| VfR Aalen | 0–2      | Schalke 04               |
| --------- | -------- | ------------------------ |
|           | Chi tiết | - Karaman 31' - Mohr 68' |

| VfL Osnabrück | 0–4      | SC Freiburg                                |
| ------------- | -------- | ------------------------------------------ |
|               | Chi tiết | - Höler 30' - Grifo 33' - Adamu 73', 90+4' |

| Alemannia Aachen              | 2–3      | Holstein Kiel                        |
| ----------------------------- | -------- | ------------------------------------ |
| - Hanraths 28' - Benschop 60' | Chi tiết | - Machino 16' - Rosenboom 82', 90+1' |

| Arminia Bielefeld        | 2–0      | Hannover 96 |
| ------------------------ | -------- | ----------- |
| - Becker 14' - Oppie 21' | Chi tiết |             |

| Phönix Lübeck | 1–4      | Borussia Dortmund                                            |
| ------------- | -------- | ------------------------------------------------------------ |
| - Iloka 55'   | Chi tiết | - Anton 3' - Can 31' (ph.đ.) - Brandt 45+1' - Duranville 62' |

| Viktoria Berlin | 1–4      | FC Augsburg                                              |
| --------------- | -------- | -------------------------------------------------------- |
| Liu 4'          | Chi tiết | - Rexhbecaj 33' - Essende 53' - Dorsch 87' - Tietz 90+2' |

| 1. FC Saarbrücken                    | 1–1 (s.h.p.) | 1. FC Nürnberg                               |
| ------------------------------------ | ------------ | -------------------------------------------- |
| Brünker 80'                          | Chi tiết     | Ševčík 12'                                   |
| Loạt sút luân lưu                    |              |                                              |
| - Rizzuto - Civeja - Zeitz - Brünker | 3–5          | - Duman - Flick - Serra - Schleimer - Lubach |

| Teutonia Ottensen | 1–3      | Darmstadt 98                                              |
| ----------------- | -------- | --------------------------------------------------------- |
| Stark 49'         | Chi tiết | - Klefisch 19' - Nürnberger 28' (ph.đ.) - Vilhelmsson 62' |

| Jahn Regensburg | 1–0      | VfL Bochum |
| --------------- | -------- | ---------- |
| Ballas 70'      | Chi tiết |            |

| Bremer SV | 0–4      | SC Paderborn                                     |
| --------- | -------- | ------------------------------------------------ |
|           | Chi tiết | - Grimaldi 21', 58' - Castañeda 51' - Michel 52' |

| VfV Hildesheim | 0–7      | SV Elversberg |
| -------------- | -------- | --- |
|                | Chi tiết | - Schnellbacher 17' - Fellhauer 32' - Schulze 43' (l.n.) - Stock 51' - Schmahl 62' - Sickinger 76' - Boyamba 78' |

| SV Sandhausen                      | 2–3 (s.h.p.) | 1. FC Köln                            |
| ---------------------------------- | ------------ | ------------------------------------- |
| - Halimi 59' (ph.đ.) - Meier 90+6' | Chi tiết     | - Pauli 20' - Maina 34' - Olesen 116' |

| Hansa Rostock | 1–5      | Hertha BSC                                                        |
| ------------- | -------- | ----------------------------------------------------------------- |
| Berisha 46'   | Chi tiết | - Scherhant 38' - Maza 66' - Winkler 75' - Niederlechner 85', 88' |

| Dynamo Dresden               | 2–0      | Fortuna Düsseldorf |
| ---------------------------- | -------- | ------------------ |
| - Daferner 18' - Meißner 68' | Chi tiết |                    |

| Sportfreunde Lotte | 0–5      | Karlsruher SC                                                              |
| ------------------ | -------- | -------------------------------------------------------------------------- |
|                    | Chi tiết | - Herold 2' - Wanitzek 21' - Sabah 49' (l.n.) - Zivzivadze 69' - Conté 82' |

| SV Meppen       | 1–7      | Hamburger SV                                                                           |
| --------------- | -------- | -------------------------------------------------------------------------------------- |
| - Haritonov 90' | Chi tiết | - Pherai 17', 59' - Muheim 31' - Selke 56' - Baldé 71' - Pünt 80' (l.n.) - Glatzel 89' |

| Energie Cottbus | 1–3      | Werder Bremen      |
| --------------- | -------- | ------------------ |
| Rorig 70'       | Chi tiết | Topp 32', 37', 55' |

| TuS Koblenz | 0–1      | VfL Wolfsburg |
| ----------- | -------- | ------------- |
|             | Chi tiết | Wimmer 15'    |

| Kickers Offenbach         | 2–1      | 1. FC Magdeburg |
| ------------------------- | -------- | --------------- |
| - Sorge 31' - Mustafa 74' | Chi tiết | Kaars 54'       |

| Eintracht Braunschweig | 1–4      | Eintracht Frankfurt                             |
| ---------------------- | -------- | ----------------------------------------------- |
| - Szabó 89'            | Chi tiết | - Chaïbi 52' - Ekitike 56', 61' - Matanović 88' |

| Preußen Münster | 0–5      | VfB Stuttgart                                                                    |
| --------------- | -------- | -------------------------------------------------------------------------------- |
|                 | Chi tiết | - Stiller 7' - Demirović 15' - Stenzel 35' - Woltemade 72' - Karazor 80' (ph.đ.) |

| Carl Zeiss Jena | 0–1      | Bayer Leverkusen |
| --------------- | -------- | ---------------- |
|                 | Chi tiết | - Hofmann 52'    |

## Vòng thứ hai
Lễ bốc thăm diễn ra vào ngày 1 tháng 9 năm 2024, với Sonja Greinacher là người bốc thăm các trận đấu. Các trận đấu diễn ra từ ngày 29 đến ngày 30 tháng 10 năm 2024.
| 29 tháng 10 năm 2024 | Bayer Leverkusen             | 3–0      | SV Elversberg | Leverkusen                                                              |  |
| 18:00                | - Schick 2', 9' - García 36' | Chi tiết |               | Sân vận động: BayArena Lượng khán giả: 29,787 Trọng tài: Benjamin Brand |  |

| 29 tháng 10 năm 2024 | Kickers Offenbach | 0–2      | Karlsruher SC                 | Offenbach                                                                           |  |
| 18:00                |                   | Chi tiết | - Zivzivadze 62' - Beifus 72' | Sân vận động: Stadion am Bieberer Berg Lượng khán giả: 20,071 Trọng tài: Lars Erbst |  |

| 29 tháng 10 năm 2024 | FC Augsburg                                    | 3–0      | Schalke 04 | Augsburg                                                                   |  |
| 18:00                | - Claude-Maurice 26' - Maier 87' - Essende 90' | Chi tiết |            | Sân vận động: WWK Arena Lượng khán giả: 27,511 Trọng tài: Frank Willenborg |  |

| 29 tháng 10 năm 2024 | RB Leipzig                                      | 4–2      | FC St. Pauli                 | Leipzig                                                                     |  |
| 18:00                | - Poulsen 12', 30' - Baumgartner 17' - Nusa 80' | Chi tiết | - Guilavogui 28' - Smith 58' | Sân vận động: Red Bull Arena Lượng khán giả: 40,478 Trọng tài: Felix Zwayer |  |

| 29 tháng 10 năm 2024 | VfB Stuttgart                 | 2–1      | 1. FC Kaiserslautern | Stuttgart                                                                |  |
| 20:45                | - Woltemade 14' - Führich 76' | Chi tiết | - Tomiak 43' (ph.đ.) | Sân vận động: MHPArena Lượng khán giả: 60,000 Trọng tài: Daniel Schlager |  |

| 29 tháng 10 năm 2024 | 1. FC Köln                             | 3–0      | Holstein Kiel | Cologne                                                                             |  |
| 20:45                | - Lemperle 8' - Waldschmidt 84', 90+7' | Chi tiết |               | Sân vận động: RheinEnergieStadion Lượng khán giả: 50,000 Trọng tài: Bastian Dankert |  |

| 29 tháng 10 năm 2024 | VfL Wolfsburg | 1–0 (s.h.p.) | Borussia Dortmund | Wolfsburg                                                                       |  |
| 20:45                | - Wind 117'   | Chi tiết     |                   | Sân vận động: Volkswagen Arena Lượng khán giả: 30,000 Trọng tài: Daniel Siebert |  |

| 29 tháng 10 năm 2024 | Jahn Regensburg | 1–0      | Greuther Fürth | Regensburg                                                                       |  |
| 20:45                | - Bulić 59'     | Chi tiết |                | Sân vận động: Jahnstadion Regensburg Lượng khán giả: 11,627 Trọng tài: Tom Bauer |  |

| 30 tháng 10 năm 2024 | SC Freiburg                      | 2–1      | Hamburger SV  | Freiburg                                                                        |  |
| 18:00                | - Ginter 19' - Grifo 44' (ph.đ.) | Chi tiết | - Meffert 51' | Sân vận động: Europa-Park Stadion Lượng khán giả: 34,500 Trọng tài: Felix Brych |  |

| 30 tháng 10 năm 2024 | Hertha BSC                     | 2–1      | 1. FC Heidenheim | Berlin                                                                       |  |
| 18:00                | - Scherhant 16' - Cuisance 74' | Chi tiết | - Schimmer 89'   | Sân vận động: Olympiastadion Lượng khán giả: 44,135 Trọng tài: Robert Kampka |  |

| 30 tháng 10 năm 2024 | Eintracht Frankfurt            | 2–1      | Borussia Mönchengladbach | Frankfurt                                                                              |  |
| 18:00                | - Ekitike 45+2' - Marmoush 70' | Chi tiết | - Itakura 47'            | Sân vận động: Deutsche Bank Park Lượng khán giả: 58,000 Trọng tài: Matthias Jöllenbeck |  |

| 30 tháng 10 năm 2024 | SC Paderborn | 0–1      | Werder Bremen | Paderborn                                                                   |  |
| 18:00                |              | Chi tiết | - Ducksch 30' | Sân vận động: Home Deluxe Arena Lượng khán giả: 15,000 Trọng tài: Max Burda |  |

| 30 tháng 10 năm 2024 | Arminia Bielefeld       | 2–0      | Union Berlin | Bielefeld                                                                        |  |
| 20:45                | - Wörl 12' - Becker 71' | Chi tiết |              | Sân vận động: Schüco-Arena Lượng khán giả: 26,117 Trọng tài: Wolfgang Haslberger |  |

| 30 tháng 10 năm 2024 | TSG Hoffenheim               | 2–1      | 1. FC Nürnberg | Sinsheim                                                                  |  |
| 20:45                | - Tabaković 27' - Chaves 71' | Chi tiết | - Emreli 47'   | Sân vận động: PreZero Arena Lượng khán giả: 18,001 Trọng tài: Timo Gerach |  |

| 30 tháng 10 năm 2024 | Dynamo Dresden       | 2–3 (s.h.p.) | Darmstadt 98                                      | Dresden                                                                              |  |
| 20:45                | - Lemmer 84', 90+10' | Chi tiết     | - Vukotić 56' - Kempe 90+2' (ph.đ.) - Lidberg 98' | Sân vận động: Rudolf-Harbig-Stadion Lượng khán giả: 30,070 Trọng tài: Tobias Stieler |  |

| 30 tháng 10 năm 2024 | Mainz 05 | 0–4      | Bayern Munich                         | Mainz                                                                       |  |
| 20:45                |          | Chi tiết | - Musiala 2', 37', 45+4' - Sané 45+1' | Sân vận động: Mewa Arena Lượng khán giả: 33,305 Trọng tài: Sascha Stegemann |  |

## Vòng 16 đội
Lễ bốc thăm diễn ra vào ngày 3 tháng 11 năm 2024, với André Schnura và Rudi Völler là người bốc thăm các trận đấu. Các trận đấu diễn ra vào ngày 3 và 4 tháng 11 năm 2024.
| 3 tháng 12 năm 2024 | Arminia Bielefeld                             | 3–1      | SC Freiburg       | Bielefeld                                                                     |  |
| 18:00               | - Lannert 28' - Kania 36' (ph.đ.) - Oppie 81' | Chi tiết | - Gregoritsch 63' | Sân vận động: Schüco-Arena Lượng khán giả: 26,311 Trọng tài: Frank Willenborg |  |

| 3 tháng 12 năm 2024 | Jahn Regensburg | 0–3      | VfB Stuttgart                            | Regensburg                                                                                |  |
| 18:00               |                 | Chi tiết | - Millot 10' - Chase 19' - Woltemade 61' | Sân vận động: Jahnstadion Regensburg Lượng khán giả: 15,210 Trọng tài: Florian Badstübner |  |

| 3 tháng 12 năm 2024 | Bayern Munich | 0–1      | Bayer Leverkusen | Munich                                                                    |  |
| 20:45               |               | Chi tiết | - Tella 69'      | Sân vận động: Allianz Arena Lượng khán giả: 75,000 Trọng tài: Harm Osmers |  |

| 3 tháng 12 năm 2024 | Werder Bremen | 1–0      | Darmstadt 98 | Bremen                                                                       |  |
| 20:45               | - Jung 90+4'  | Chi tiết |              | Sân vận động: Weserstadion Lượng khán giả: 40,000 Trọng tài: Martin Petersen |  |

| 4 tháng 12 năm 2024 | 1. FC Köln                                           | 2–1 (s.h.p.) | Hertha BSC         | Cologne                                                                            |  |
| 18:00               | - Niederlechner 30' (l.n.) - Ljubičić 120+1' (ph.đ.) | Chi tiết     | - Maza 12' (ph.đ.) | Sân vận động: RheinEnergieStadion Lượng khán giả: 50,000 Trọng tài: Tobias Reichel |  |

| 4 tháng 12 năm 2024 | VfL Wolfsburg                         | 3–0      | TSG Hoffenheim | Wolfsburg                                                                        |  |
| 18:00               | - Vavro 63' - Wind 67' - Gerhardt 85' | Chi tiết |                | Sân vận động: Volkswagen Arena Lượng khán giả: 13,909 Trọng tài: Daniel Schlager |  |

| 4 tháng 12 năm 2024 | RB Leipzig                    | 3–0      | Eintracht Frankfurt | Leipzig                                                                       |  |
| 20:45               | - Šeško 31' - Openda 50', 58' | Chi tiết |                     | Sân vận động: Red Bull Arena Lượng khán giả: 37,187 Trọng tài: Sven Jablonski |  |

| 4 tháng 12 năm 2024                              | Karlsruher SC                     | 2–2 (s.h.p.) (4–5 p)                                 | FC Augsburg                   | Karlsruhe                                                                      |  |
| 20:45                                            | - Schleusener 54' - Wanitzek 111' | Chi tiết                                             | - Essende 40' - Vargas 120+3' | Sân vận động: Wildparkstadion Lượng khán giả: 28,422 Trọng tài: Tobias Stieler |  |
|                                                  |                                   | Loạt sút luân lưu                                    |                               |                                                                                |  |
| - Wanitzek - Hunziker - Beifus - Herold - Heußer |                                   | - Tietz - Schlotterbeck - Vargas - Rexhbeçaj - Bauer |                               |                                                                                |  |

## Tứ kết
Buổi bốc thăm diễn ra vào ngày 15 tháng 12 năm 2024, với Julian Köster là người bốc thăm các trận đấu. Các trận đấu diễn ra giữa ngày 4 và 26 tháng 2 năm 2025.
| 4 tháng 2 năm 2025 | VfB Stuttgart | 1–0      | FC Augsburg | Stuttgart                                                                 |  |
| 20:45              | - Undav 30'   | Chi tiết |             | Sân vận động: MHPArena Lượng khán giả: 59,000 Trọng tài: Sascha Stegemann |  |

| 5 tháng 2 năm 2025 | Bayer Leverkusen                   | 3–2 (s.h.p.) | 1. FC Köln                 | Leverkusen                                                                |  |
| 20:45              | - Schick 61', 90+6' - Boniface 98' | Chi tiết     | - Downs 45+10' - Maina 54' | Sân vận động: BayArena Lượng khán giả: 30,210 Trọng tài: Frank Willenborg |  |

| 25 tháng 2 năm 2025 | Arminia Bielefeld                | 2–1      | Werder Bremen | Bielefeld                                                                    |  |
| 20:45               | - Wörl 35' - Malatini 41' (l.n.) | Chi tiết | - Burke 56'   | Sân vận động: Schüco-Arena Lượng khán giả: 26,601 Trọng tài: Robert Hartmann |  |

| 26 tháng 2 năm 2025 | RB Leipzig          | 1–0      | VfL Wolfsburg | Leipzig                                                                       |  |
| 20:45               | - Šeško 69' (ph.đ.) | Chi tiết |               | Sân vận động: Red Bull Arena Lượng khán giả: 40,478 Trọng tài: Tobias Reichel |  |

## Bán kết
Lễ bốc thăm diễn ra vào ngày 2 tháng 3 năm 2025, với Gerald Asamoah là người bốc thăm các trận đấu. Các trận đấu diễn ra vào ngày 1 và 2 tháng 4 năm 2025.
| 1 tháng 4 năm 2025 | Arminia Bielefeld         | 2–1      | Bayer Leverkusen | Bielefeld                                                                |  |
| 20:45              | - Wörl 20' - Großer 45+3' | Chi tiết | - Tah 17'        | Sân vận động: Schüco-Arena Lượng khán giả: 26,601 Trọng tài: Harm Osmers |  |

| 2 tháng 4 năm 2025 | VfB Stuttgart                               | 3–1      | RB Leipzig  | Stuttgart                                                               |  |
| 20:45              | - Stiller 5' - Woltemade 57' - Leweling 73' | Chi tiết | - Šeško 62' | Sân vận động: MHPArena Lượng khán giả: 60,000 Trọng tài: Sven Jablonski |  |

## Chung kết
Trận chung kết diễn ra vào ngày 24 tháng 5 năm 2025.
| Arminia Bielefeld | 2-4      | VfB Stuttgart |
| ----------------- | -------- | ------------- |
|                   | Chi tiết |               |

## Thống kê

### Ghi bàn hàng đầu
Tính đến ngày 27/2/2025.
| Hạng | Cầu thủ            | Đội                 | Số bàn thắng |
| ---- | ------------------ | ------------------- | ------------ |
| 1    | Patrik Schick      | Bayer Leverkusen    | 4            |
| 2    | Maximilian Breunig | 1. FC Heidenheim    | 3            |
| 2    | Hugo Ekitike       | Eintracht Frankfurt | 3            |
| 2    | Samuel Essende     | FC Augsburg         | 3            |
| 2    | Jamal Musiala      | Bayern Munich       | 3            |
| 2    | Loïs Openda        | RB Leipzig          | 3            |
| 2    | Benjamin Šeško     | RB Leipzig          | 3            |
| 2    | Keke Topp          | Werder Bremen       | 3            |
| 2    | Nick Woltemade     | VfB Stuttgart       | 3            |
| 10   | 21 cầu thủ         | 21 cầu thủ          | 2            |